# Brachypanorpa jeffersoni
Brachypanorpa jeffersoni is een schorpioenvlieg uit de familie Panorpodidae. De wetenschappelijke naam is gepubliceerd door Byers in 1976.
De soort komt voor in North Carolina, Tennessee en Virginia (Verenigde Staten).